# Municipio de Elk (condado de Delaware)
El municipio de Elk (en inglés: Elk Township) es un municipio ubicado en el condado de Delaware en el estado estadounidense de Iowa. En el año 2010 tenía una población de 577 habitantes y una densidad poblacional de 6,13 personas por km².

## Geografía
El municipio de Elk se encuentra ubicado en las coordenadas 42°36′22″N 91°18′38″O / 42.60611, -91.31056. Según la Oficina del Censo de los Estados Unidos, el municipio tiene una superficie total de 94.19 km², de la cual 94,17 km² corresponden a tierra firme y (0,02 %) 0,02 km² es agua.

## Demografía
Según el censo de 2010, había 577 personas residiendo en el municipio de Elk. La densidad de población era de 6,13 hab./km². De los 577 habitantes, el municipio de Elk estaba compuesto por el 99,48 % blancos, el 0,52 % eran asiáticos. Del total de la población el 0,17 % eran hispanos o latinos de cualquier raza.